# Ignacio Prendes
José Ignacio Prendes Prendes (Gijón, 22 de febrero de 1965), también conocido como Nacho Prendes, es un abogado y político español, exdiputado de la Junta General del Principado de Asturias por UPyD y exdiputado en las Cortes Generales por Cs.

## Biografía
Ignacio Prendes, estudió en el colegio Jovellanos y en el IES Roces de Gijón y se licenció en Derecho por la Universidad de Oviedo en el año 1988. Es máster en Derecho Inmobiliario (M.D.I.) por la Escuela Superior de Arquitectura de la Universidad Politécnica de Madrid. Entre los años 1989 y 1992 desempeñó el cargo de letrado de la Compañía Telefónica en Asturias, y desde junio de ese año es titular de  su propio despacho profesional (Iglesias & Prendes Abogados).

## Trayectoria política
Militó brevemente en Cs y formó parte de la Plataforma Pro que desembocó en la fundación de Unión Progreso y Democracia (UPyD), siendo miembro de la Coordinadora Territorial de Asturias desde sus inicios. Fue el cabeza de lista por Asturias en las elecciones generales de 2008. En noviembre de 2009 fue el responsable de la Ponencia de Organización y Estatutos aprobada en el I Congreso del partido. Con posterioridad tuvo a su cargo la coordinación del programa marco para las elecciones autonómicas y municipales de 2011. Fue miembro del Consejo de Dirección de UPyD desde abril de 2008 hasta diciembre de 2014 en que dimitió por falta de sintonía con las últimas decisiones «estratégicas» del partido, primero como responsable de Acción Institucional y posteriormente como vocal así como de su Consejo Político desde la fundación del partido.
Igualmente, fue el candidato a la presidencia de Asturias por UPyD en las elecciones autonómicas de 2011 y en las 2012, siendo elegido diputado en estas últimas por la circunscripción central tras obtener UPyD 18.739 votos (3,75%) en total en Asturias.
Ignacio Prendes, que iba a volver a ser el cabeza de lista de Unión, Progreso y Democracia en las Elecciones a la Junta General del Principado de Asturias de 2015, fue expulsado de UPyD por promover la creación de una candidatura electoral conjunta que agrupara a UPyD y Ciudadanos para las elecciones autonómicas de mayo de 2015 en Asturias, un punto expresamente rechazado por los órganos nacionales de UPyD.
Al día siguiente de su expulsión de UPyD, Ignacio Prendes renunció a su escaño en la cámara asturiana y anunció la creación de la Plataforma Encuentro para agrupar a los exmiembros de UPyD que abogaban por llegar a un acuerdo con Ciudadanos.
En las elecciones autonómicas de 24 de mayo de 2015 concurrió como independiente en el número dos de la lista de Ciudadanos a la Junta General del Principado de Asturias, siendo elegido diputado por la circunscripción central tras obtener Ciudadanos tres diputados y 38 197 votos (7,11%).
Tras los resultados de las elecciones generales del 20 de diciembre de 2015, Ignacio Prendes es elegido diputado por Asturias en las Cortes Generales y elegido secretario segundo de la Mesa del Congreso de los Diputados. 
El 19 de julio de 2016 fue elegido vicepresidente primero del Congreso de los Diputados, cargo que mantuvo hasta que perdió el escaño en las elecciones de noviembre de 2019. 
Fue también miembro de la Diputación Permanente del Congreso, vicepresidente de la Comisión de Reglamento, portavoz de Ciudadanos en la Comisión de Justicia y en la de Calidad Democrática, estando adscrito además a la Comisión Constitucional.
En la IV Asamblea General de Ciudadanos celebrada en Madrid fue elegido miembro de la Ejecutiva Nacional del partido y responsable del Área de Justicia.
En la elecciones generales de noviembre de 2019, perdió su escaño por Asturias, que ostentaba desde 2016.
Tras la dimisión de Albert Rivera, en la elección de la gestora que debía dirigir el partido hasta la elección del nuevo líder, Prendes se situó en el sector crítico, votando en contra.
Posteriormente, fue destituido como portavoz de la formación en Asturias, debido a discrepancias con la dirección nacional en cuanto al rumbo del partido.
En febrero de 2020 anunció que dejaba la primera línea política y retornaba a su despacho de abogados en Gijón, aunque antes declaró su apoyo a Francisco Igea en las primarias de Ciudadanos.